# Pendiméthaline
Le pendiméthaline est une substance active de produit phytosanitaire herbicide. 

## Toxicité
- Le pendiméthaline est classé par l'EPA dans le groupe C, cancérigène possible[3].

- Les teneurs maximales autorisées en résidus de pesticides sont:
  - 0,2 mg·kg-1 pour les carottes, et légumes secs
  - 0,1 mg·kg-1
  - 0,05 mg·kg-1 pour les fruits et autres légumes[4].

## Risques
23 producteurs de sarrasin bio dans le centre et l'ouest de la France voient leurs cultures contaminées par le prosulfocarbe et la pendiméthaline en 2020, et requièrent une interdiction de l'herbicide.